# Addict : Fixions et narcotextes
Pour les articles homonymes, voir Addict.
Addict : Fixions et narcotextes (Crack Wars : Literature Addiction Mania en anglais) est une œuvre de la philosophe américaine Avital Ronell, parue en 1992, qui traite de la drogue et de la littérature. Elle est traduite par Daniel Loayza en 2009. Le livre présente des analyses sur la représentation des drogues dans la culture, comme la législation sur le crack, les métaphores de Madame Bovary de Gustave Flaubert et l'addiction dans Être et Temps de Martin Heidegger.
Le livre n'aboutit pas vraiment à une thèse générale et « définitive » sur la drogue, il soulève un certain nombre de questions et développe surtout une analyse littéraire de la consommation de substances, principalement dans la culture occidentale. Il faut noter la disposition particulière du texte, avec de nombreuses annotations succinctes dans la marge et des aphorismes en première partie.